# طوبال محروس
طوبال محروس (الاسم العلمي: Nyssa servatilis) هو نوع من النباتات يتبع جنس الطوبال من الفصيلة القرانية.